# 日本産業規格
日本産業規格（、英: Japanese Industrial Standards）は、産業標準化法に基づき、認定標準作成機関の申し出又は日本産業標準調査会（JISC）の答申を受けて、主務大臣が制定する規格であり、日本の国家標準の一つである。JIS（）またはJIS規格（）と通称されている。

現行JISマーク
（鉱工業品用）

旧JISマーク
（鉱工業品用）

1949年以来、長らく日本工業規格（）と呼ばれてきたが、法改正に伴い2019年7月1日より改称された（後述）。

## 歴史
明治時代には、日本の工業規格は民間団体が作っていた。ただし、軍需品などの政府調達品には、政府の購入規格、試験規格、標準仕様書があった。

### 日本標準規格
1921年（大正10年）には、大正10年勅令第164号に基づいて工業品規格統一調査会が設置された。この調査会は、1941年までに520件の日本標準規格（旧JES、Japanese Engineering Standards）を制定した。

### 臨時日本標準規格
臨時日本標準規格 (臨JES)は、1939年（昭和14年）から1945年（昭和20年）までの間に931件制定された。臨JESには、規格が要求する品質を下げて物資の有効利用をはかることおよび、制定手続を簡素化して規格の制定を促進すること、というねらいがあった（工業技術院標準部 1997、p. 226）。臨時規格または戦時規格とも呼ばれた（国立国会図書館 2006）。

### 日本航空機規格
日本航空機規格（航格）は、1938年（昭和13年）の航空機製造事業法第6条に基づいて定められた航空機の規格である。工業技術院標準部（1997、p. 229）は、臨JESとは別に航格が設けられた理由の一つに「外部に対して秘匿扱いする必要があるものもある」ことを挙げている。1945年までに660件の航格が制定された。
航格の特徴は、強制標準である点にある。航空機製造事業法第6条は、航格に適合しない航空機部品の製造または使用を禁じていた。

### 日本規格
昭和21年勅令第98号によって、1946年（昭和21年）2月に工業品統一調査会が廃止され、そのかわりに工業標準調査会が設けられた。旧JES、臨JESおよび航格を再検討し、これらのかわりに2,102件の日本規格（新JES）が制定された（工業技術院標準部 1997、p. 231）。旧JES、臨JESおよび航格は文語体で書かれていたが、新JESは口語体で書かれた（工業技術院標準部 1997、p. 231）。

### 日本工業規格
工業標準化法は、1949年（昭和24年）6月1日に制定され、7月1日から施行された。工業標準調査会は廃止され、日本工業標準調査会（JISC）が設けられた。10月31日には、最初の日本工業規格（JIS）であるJIS C 0901 電気機器の防爆構造（炭坑用）が制定された。

### 日本産業規格
2017年（平成29年）7月に経済産業省の産業構造審議会基準認証小委員会 第3回、日本工業標準調査会基本政策部会 第1回 合同会議は、日本の国内総生産の約70%がサービス業によるなど産業構造が変化したことを踏まえ、標準化対象のサービス業への拡大を含めた法改正の答申を行った。
翌2018年（平成30年）に第196回国会にて、工業標準化法の改正を含む「不正競争防止法等の一部を改正する法律」（平成30年5月30日法律第33号）が可決成立し、2019年（令和元年）7月1日に法律を産業標準化法に、規格名を日本産業規格 (JIS)に、日本工業標準調査会を日本産業標準調査会にそれぞれ改め、JISの標準化対象に「データ、サービス等」を追加することとなった。ただし、JISの英語名称は従来のまま変更はない。

## 国際規格(ISO, IEC, ITU)との関係

### JISの国際規格との整合性
日本は1995年に発効した貿易の技術的障害に関する協定により、ISO及びIECに準ずることが定められている。したがって、本協定に依れば、全てのJISは前述の国際規格に準じた内容とする必要がある。
ただし、各国特有の地域性や商習慣による変更は許容される。
実際には、機械的に同時にすべてのJIS規格を国際規格に適合させることは困難であるため、規格内容の見直し等のタイミングでJIS規格の国際規格適合のための改訂が実施されている。

### JISの国際規格対応の程度について
JISの国際規格への対応の程度によって、JIS規格には略号が付される。略号はJIS文書の付属書等に対応表や説明書きを参照することで把握することができる。
- IDT(Identical)：一致

次の場合、国家規格は国際規格と一致する。
a) 国家規格が、技術的内容、構成及び文言に関して一致している。
b) 国家規格が、技術的内容及び構成に関して一致しているが、最小限の編集上の変更を含む。
- MOD(Modified)：修正

許容される技術的差異が明記され、説明されている場合は、国家規格は、国際規格に対する修正となる。
国家規格は国際規格の構成を反映するが、構成を改変しても両規格の内容が容易に比較できる場合は、構成の変更が許される。修正規格も、一致規格の場合に許される変更を含んでよい。
- NEQ(Not Equivalent)：同等でない

国家規格は、技術的内容及び構成において、国際規格と 同等でなく、変更点が明記されていない。
国家規格と国際規格との明確な対応が見られない。このカテゴリは、国際規格の採用に該当しない。

## 性格

### 産業標準化法における定義
産業標準化法にいう産業標準化は、つぎの事項を「全国的に統一し、又は単純化すること」を意味し、産業標準は、そのための基準である（第2条）。この法律に基づいて主務大臣が制定する産業標準が、日本産業規格と呼ばれる（第17条第1項）。
- 鉱工業品の種類、型式、形状、寸法、構造、装備、品質、等級、成分、性能、耐久度または安全度
- 鉱工業品の生産方法、設計方法、製図方法、使用方法または原単位
- 鉱工業品の生産に関する作業方法または安全条件
- 鉱工業品の包装の種類、型式、形状、寸法、構造、性能または等級
- 鉱工業品の包装方法
- 鉱工業品に関する試験、分析、鑑定、検査、検定または測定の方法
- 鉱工業の技術に関する用語、略語、記号、符号、標準数または単位
- プログラムその他の電磁的記録（電子的方式、磁気的方式その他人の知覚によつては認識することができない方式で作られる記録であつて、電子計算機による情報処理の用に供されるものをいう。）（以下単に「電磁的記録」という。）の種類、構造、品質、等級又は性能
- 電磁的記録の作成方法又は使用方法
- 電磁的記録に関する試験又は測定の方法
- 建築物その他の構築物の設計、施行方法または安全条件
- 役務（農林物資の販売その他の取扱いに係る役務を除く。以下同じ。）の種類、内容、品質又は等級
- 役務の内容又は品質に関する調査又は評価の方法
- 役務に関する用語、略語、記号、符号又は単位
- 役務の提供に必要な能力
- 事業者の経営管理の方法（日本農林規格等に関する法律第二条第二項第二号に規定する経営管理の方法を除く。）
- 前各号に掲げる事項に準ずるものとして主務省令で定める事項
- 鉱工業品には、産業標準化法第2条第1号の定義により、医薬品、農薬、化学肥料、蚕糸および農林物資の規格化及び品質表示の適正化に関する法律による農林物資を含まない。

### 国家標準
産業標準化法における定義から明らかなように、JISは、日本全国を単位とした標準化のための基準である。この意味で、JISは日本の国家標準である。
JIS以外の日本の国家標準としては、日本薬局方、日本農林規格 (JAS) などがある。

### 公的標準
JISは、法律に基づく手続を経て制定される標準であり、JISには一定の公正さが期待できる。このため、日本の法令が技術的な基準への適合を強制するにあたって、その基準としてJISを採用することがある。この意味で、JISは公的標準 (デジュリスタンダード; de jure standard)である。

### 産業標準
産業標準化法が改正され、データ、サービスも対象になったが、物に対する標準としては、定義から明らかなように、JISが鉱工業に関する標準化のための基準、すなわち工業標準であることに変更はない。医薬品、農薬、化学肥料、蚕糸、食料品などの標準化は、日本薬局方および日本農林規格の範疇である。
産業標準化法が改正される前においても、情報技術についても工業標準としており、工業の範囲が広がっていた。情報技術分類では、対象となる情報の標準を制定している。そのため、「工業」の範疇に収まらないJISも、近年制定されていた。例えば、2007年にはJIS X 0814 図書館統計というJISを制定している。今後は改正後の「電磁的記録」の標準として位置づけがされる。

### 任意標準
JISそれ自体は、JISに適合しない製品の製造、販売、使用、JISに適合しない方法の使用などを禁ずるものではない。この意味で、JISは基本的に任意標準である。ただし、国および地方公共団体に対して、JISは強制標準に準じた性格を有している。工業標準化法第67条は、国および地方公共団体が鉱工業に関する技術上の基準を定めるとき、買い入れる鉱工業品に関する仕様を定めるときなどに、JISを尊重すべきことを定めている。また、JISは法令が引用すれば、強制標準としてはたらくこともある。例えば、工業用水道事業法施行令第1条は、工業用水道事業者に対して、JIS K 0101 工業用水試験方法による水質の測定を、工業用水道事業法第19条の測定として義務づけている。

### 規格
「標準」と「規格」は、英語では共に「standard」であるためよく混同される。しかし厳密には、「規格」が文書化された基準（例：「デジュールスタンダード (de jure standard)」など）を指すのに対し、「標準」はより広義で、事実上標準化した基準である「デファクトスタンダード (de facto standard)」をも包含する。例えば、Microsoft Officeはデファクトスタンダードであるため、国際標準とは呼べるが、標準化団体の制定した国際規格ではない。

## 制定から廃止まで

### 原案作成
JIS制定の手続は、主務大臣の意思又は利害関係人若しくは認定産業標準作成機関の申し出によって開始される。
主務大臣の意思によってJISを制定するときは、主務大臣または主務大臣から委託を受けた者がJISの原案 (draft) を作成する。主務大臣は、標準化のための調査研究やJIS原案の作成を、国費を支出して日本規格協会（JSA）などの適当な者に委託する。JIS原案の作成を委託された団体には原案作成委員会 (drafting committee) が結成され、この委員会がJIS原案を作成する。主務大臣はできあがった原案を日本産業標準調査会（JISC）に付議する。ただし認定産業標準作成機関が原案を作成した場合は付議を要さない。
利害関係人は、みずから作成した原案を添えて、主務大臣に工業標準を制定すべき旨を申し出ることができる（産業標準化法第12条第1項）。申し出を受けた主務大臣がJISを制定すべきと認めるときは、大臣はその原案をJISCに付議する。制定の必要がないと認めるときは、大臣はJISCの意見を徴したうえ、その旨を理由とともに利害関係人に通知する。現在、つくられる規格の約80パーセントは利害関係人からの申し出による（日本工業標準調査会 2003）。
認定産業標準作成機関は、2019年の改正であらたに作られた。JISの原案を作成する約300ある業界団体のうち、これまでに十分な実績があって、適正な合意形成プロセスを持つ団体については、「認定産業標準作成機関」として認定する。これらからの原案については、審議会での審議を省くことで制定のスピードアップがされる。

### 制定
日本産業標準調査会 (JISC)は、その標準部会 (the Standard Board) のもとに設置された専門委員会 (technical committee) において、主務大臣から付議された原案の審議 (investigation) および議決をする。標準部会長から上申を受けた調査会長は、主務大臣に答申する。JISを制定すべき旨の答申を受けたとき、主務大臣がJISの制定 (establishment) をする。
主務大臣は環境大臣、経済産業大臣、厚生労働大臣、国土交通大臣、総務大臣、農林水産大臣、文部科学大臣または内閣総理大臣である（産業標準化法第72条）。複数の主務大臣が連名でJISを制定することもある。経済産業大臣を主務大臣とする規格が圧倒的に多い。やや古いデータであるが、工業技術院標準部 (1997)によれば、1997年3月末の時点で有効な規格8,161件のうち、通商産業大臣が主務大臣を務めるものは、他の大臣と共管の135件を含めて7,193件である。これは全規格の88パーセントを占める。
JISを制定した主務大臣は、その旨の公示 (announcement) をする。公示は、名称、番号、および制定年月日を官報に掲載することによりおこなわれる（産業標準化法施行規則第3条）。JISの内容は官報には掲載されない。内容は経済産業省本省、経済産業局、沖縄総合事務局または都道府県庁で閲覧に供される。調査会のサイトにおいてPDFで閲覧することもできる。

### 確認、改正または廃止
主務大臣は、JISの制定、確認または改正の日から5年以内に、それがなお適正であるかをJISCに付議する。JISCの答申に基づいて、主務大臣はJISの確認 (re-affirmation)、改正 (revision) または廃止 (withdrawal) をおこなう。
制定、確認または改正から年月が経過しても規格が適正であるとき、規格は確認される。年月の経過にともなって規格を改める必要が生じたとき、規格は改正される。年月が経過して規格がもはや不要になったとき、規格は廃止される。
主務大臣は、JISを確認、改正または廃止したときには、制定したときと同様に、その旨を公示する。

## 適合性
製品がJISの要求を満足していることをJISに適合しているといい、適合していることを適合性 (conformance) という。製造者や輸入者が製品のJISへの適合性を取引者や需要者に示す手段として、第三者による認証 (certification)、第二者による確認、および第一者自己適合宣言の三つがある。

### 認証
2005年10月1日から施行された改正法のもとでは、製品のJISへの適合性を登録認証機関が認証する。製造者または輸入者は、登録認証機関に認証を申請し、登録認証機関による審査を受ける。適合性の認証を受けた製品には、JISマークを表示することができる。

### 自己適合宣言
自己適合宣言の指針はJIS Q 1000 適合性評価—製品規格への自己適合宣言指針に定められている。

## 規格票
JISの内容は規格票という文書にあらわされる。
規格票の発行は、その「出版に関しては、規格の適正かつ網羅的な普及の観点から、あらゆる規格について需要に応じ一元的に販売できる体制を整えることが必要である」ことから、日本規格協会 (JSA)に委託されている。2009 (平成21)年度においては、規格票とJISハンドブックの販売によるJSAへの収入は、1,574,901,508円であった。
規格票の様式はJIS Z 8301 規格票の様式及び作成方法 (Rules for the layout and drafting of Japanese Industrial Standards) というJISに規定されている。

### JISハンドブック
JSAは、複数の規格票を分野ごとにまとめた縮刷版をJISハンドブックとして発行している。JISハンドブックは、多くの規格について、規格票の冒頭に記されたまえがきや末尾に付された解説を収録していない。また、一部の規格については、本文の一部を収録していない。JISハンドブックの各巻は1年から3年に1度改訂される。

## 規格番号
| 部門記号 | 部門                 |
| -------- | -------------------- |
| A        | 土木及び建築         |
| B        | 一般機械             |
| C        | 電子機器及び電気機械 |
| D        | 自動車               |
| E        | 鉄道                 |
| F        | 船舶                 |
| G        | 鉄鋼                 |
| H        | 非鉄金属             |
| K        | 化学                 |
| L        | 繊維                 |
| M        | 鉱山                 |
| P        | パルプ及び紙         |
| Q        | 管理システム         |
| R        | 窯業                 |
| S        | 日用品               |
| T        | 医療安全用具         |
| W        | 航空                 |
| X        | 情報処理             |
| Y        | サービス             |
| Z        | その他               |

個々のJISは規格番号によって識別できる。例えば、JIS B 0001は規格番号の一つである。
規格番号のうち、「JIS」のつぎのローマ字1文字は、部門記号と呼ばれ、JISの部門をあらわす。現在、表に示す20の部門がある。
部門記号に続く数字は、各部門で一意な番号である。かつて、番号はもっぱら4桁だった。現在、国際規格と一致または対応するJISについては、国際規格の番号とJISの番号を同じにしておくことが便利であるので、国際規格が5桁の番号を持つ場合には、それに合わせた5桁の番号が用いられるようになっている。ISO/IEC 17000を翻訳したJIS Q 17000 適合性評価—用語及び一般原則はその例である。また、「電子機器及び電気機械」部門において、一部の規格の規格番号がIEC規格に対応した5桁のものに変更された（日本工業標準調査会 2004）。
大きな規格は第1部、第2部といった部 (part) に分かれていて、部ごとに制定、改正などがおこなわれ、部ごとに規格票が発行される。部を識別するために枝番号が用いられる。番号の後にハイフンおよび枝番号を記載する。つぎは、枝番号を使用した例である。
- JIS B 0002-1 製図—ねじ及びねじ部品—第1部: 通則
- JIS B 0002-2 製図—ねじ及びねじ部品—第2部: ねじインサート
- JIS B 0002-3 製図—ねじ及びねじ部品—第3部: 簡略図示方法

文書においてJISが規格番号によって参照されている場合、通常、読者がその文書を読んでいる時点での最新版が参照されていると考える。特定の版を参照したいときには、規格番号の後にコロンおよび制定または改正の年を西暦で記載する。例えば、JIS B 0001の2000年改正版を参照したいときは、JIS B 0001:2000と書く。
1995年以前のJISでは、枝番号が用いられていなかった。現在では番号および枝番号を区切るために用いられているハイフンは、かつては番号および年を区切るために用いられていた。例えば、JIS B 0001は1958年にJIS B 0001-1958として制定された。

## JISマーク
JISマークは、製品がJISへの適合性の認証を受けたときに、製品そのもの、製品の包装、製品の容器または製品の送り状に付することができる、JISへの適合性を示すためのマークである。
JISマークは、1949年（昭和24年）の工業標準化法制定以来付されてきたマークであったが、2004年（平成16年）の工業標準化法の改正により従来とは異なる新たな表示制度に改正された。これに伴いマークのデザインも刷新された。
旧JISマーク：

鉱工業品用

新JISマーク：

鉱工業品用：鉱工業品のJISに適合の表示
加工技術用：加工技術のJISに適合の表示
特定側面用：性能、安全度などの特定の側面について定められたJISに適合の表示

新JISマークのデザインは公募により選ばれた（日本規格協会 2004）。これには5,000件近い応募があった（日本工業標準調査会 2005a）。応募の中から水野尚雄がデザインしたものが選ばれ、2005年3月28日に発表された（経済産業省 2005）。
この新JISマークは2005年（平成17年）10月1日から製品などに付することができるが、改めて適合性の認証を得たうえでなければならない。ただし旧から新への移行期間として3年間、2008年（平成20年）9月30日まで旧マークは付することができ、この3年間内に改めて適合の認証を得る。認証が得られない場合は新マークを付することができない。すなわち、2008年10月1日以降の製品などはすべて改めて適合性の認証を得たか、新たに認証を得て新マークを付したものとなる。
JISマークは直線および円弧のみを用いて描けるように設計されている。その制式は、鉱工業品及びその加工技術に係る日本産業規格への適合性の認証に関する省令（平成17年3月30日厚生労働省・農林水産省・経済産業省・国土交通省令第6号）第1条第1項から第3項に掲げられている。e-Gov法令検索が提供する同省令にJISマークの図は掲載されている。また、JISマークはこの省令の一部なので、著作権法第13条（権利の目的とならない著作物）の第1号に該当し、著作権法第3章に規定された権利の対象とはならない。
JISマークのデザインは次の内容を含むとされる。
1. 「JIS」を横に並べることにより、世界中の人に一目で分かってもらえるようにした。
2. Industry（工業）を示す「I」の文字を中心に置くことにより、工業製品のきっちりした品質をイメージ。
3. 丸い囲みには、認証OKの意味。
4. 円形の外周は日本を象徴し、右回りに旋回することにより、21世紀の日本の産業が発展していくイメージを重ねている。
5. 左右対称の丸い外周は、人の顔を想起させ、親しみを持ちやすくした。

### JISマークの寸法

JISマークの寸法

### Unicode符号位置
JISマーク「〄」はUnicodeにおいて「JAPANESE INDUSTRIAL STANDARD SYMBOL」として個別のコードポイントU+3004を割り当てられている。
1992年リリースのUnicode 1.0.1まで、符号位置はU+32FFであり、現在地のU+3004には漢字「仝」が割り当てられていた。1993年リリースのUnicode 1.1において「仝」はU+4EDDに統合され、その跡地にJISマークが移動されることで現在の符号位置となった。なお、元のU+32FFは長らく空いたままだったが、2019年リリースのUnicode 12.1で「㋿」（令和の合字）が追加されている。
JIS X 0208などJIS自体による文字集合にJISマークが含まれていないことを考えるとUnicodeへの収録はやや奇妙に思えるが、これはShift_JISのAppleによる拡張「MacJapanese」に旧JISマークが含まれていたことから、ラウンドトリップ変換対応への必要性から収録されたものであり、類似の事例としては韓国産業標準のマーク「㉿」がU+327Fに割り当てられていることが知られている。
新JISマークの制定後、新旧両マークの扱いについてはUnicode公式メーリングリストにおいて話題に上ることはあるものの、新JISマークの新規収録や置き換え等は今のところ決定されておらず、仕様書におけるU+3004の例示字形は旧JISマークのままとなっている。JISマーク改定後に製作された代表的なフォントであるマイクロソフトの「メイリオ」や、Googleの「Noto」においては、U+3004のデザインは旧JISマークのまま維持されている。
| 記号 | Unicode | JIS X 0213 | 文字参照          | 名称                                |
| ---- | ------- | ---------- | ----------------- | ----------------------------------- |
| 〄   | U+3004  | -          | &#x3004; &#12292; | JAPANESE INDUSTRIAL STANDARD SYMBOL |

## JISおよび知的財産権
JISが取扱う知的財産権 (IPR) には、特許権、実用新案権、商標権、著作権などがある。
知的財産権の保護対象は、特許権が発明、実用新案権が考案、商標権が商標、著作権が著作物と様々であることから、それぞれ異なる取扱いをする必要がある。したがって、標準化機関が知的財産権の取扱方針、IPRポリシー、パテントポリシー等を作成する場合には、特許権に関する規定を著作権に当てはめるなどの誤解をすることなく、細心の注意を払う必要がある。

### 特許権および実用新案権
日本工業標準調査会（2006）は、特許権、実用新案権などと抵触する工業標準の案をJISとして制定するにあたっては、非差別的かつ合理的な条件で実施許諾する旨の書面を権利者から取り付けるとしている。また、JISの制定後に特許権等との抵触が明らかになった場合であって、権利者が非差別的かつ合理的条件で実施許諾する旨を表明しないときは、必要に応じて、JISの改正または廃止の手続をとるとしている。
JISと抵触することが判明している特許権のリストは、JISCのデータベース（#外部リンク）の「工業所有権情報」で閲覧できる。

### 著作権

#### 著作権法上の問題点
JISを制定するに当たり「国（主務大臣）は、JIS原案を工業標準化法に基づいてJISCに付議し、JISCは、JIS原案について調査審議を行い、当該JIS原案がJISとして適切であると判断した場合、その旨を国（主務大臣）に答申し、国（主務大臣）は、当該JIS原案をJISとして制定する旨官報に公示する」という手続きが行われる。したがって、JISが著作権法上の著作物（同法2条1項1号）に該当する場合でも、JISの制定に国の機関（主務大臣）が関与していることから、「国の機関が発する告示、訓令、通達その他これらに類するもの」（著作権法13条2号）として著作権法で保護されない著作物に該当するのかどうかが問題になる。

#### 著作権の取扱いの経緯
この点山本もぐ「日本工業規格の著作権」(2000)によれば、JISは著作権法による保護の対象となる著作物ではないという見解を、かつて工業技術院標準部が示した。ただしこの場合でも、JISの規格票の末尾に付されている解説は、JISの一部ではなく、その著作権は解説を著した原案作成者に帰属するとしている。
しかしその後、JISCは『21世紀に向けた標準化課題検討特別委員会報告書』（平成12年5月29日）44頁で、民間主導のJISの原案作成の更なる推進を提言した上で、「我が国では、規格原案作成を専業として行っている民間団体はなく、規格作成・普及だけで独立に採算を立てられる状況にはほとんどないものと考えられる」ことから「今後規格作成における民間の役割を更に強化するためには、引き続き民間における規格原案作成を支援していく一方、民間提案（（注：工業標準化法）12条提案）に係る規格原案作成者に著作権を残す等、規格作成に係るインセンティブを高める方策を探る」との見解を示した。
この提言に基づき、JISCは著作権の取扱いについて、「日本工業規格等に関する著作権の取扱方針について」（平成14年3月28日 日本工業標準調査会標準部会議決・平成14年4月24日適合性評価部会議決）を定めた。それによれば、①主務大臣または主務大臣の委託を受けた者が作成した原案の著作権は国に帰属し、②利害関係人が作成して主務大臣に提出した原案の著作権はその利害関係人に帰属するとしている。しかし②に該当する場合でも、調査会における調査審議、官報公示及び電子閲覧に伴うJIS原案/同規格の公表及び公衆送信、調査審議において原案の修正、追加などの翻案、さらにJSAによる規格票の販売など、国（主務大臣）は、JISの普及及び他の法令等に当該JISを使用するために必要かつ適切な範囲において、JIS原案/同規格にかかる本著作権者の著作権を制限することができるとしている。
JISCウェブサイトではJISの検索・閲覧が可能である。ただし、閲覧には利用者登録を必要とする（2020年12月2日以降）。また、印刷・購入は不可となっており、購入に関しては日本規格協会が受付を行っている。

#### 国際規格の翻訳利用との関係
ISO規格、IEC規格、ITU規格といった国際規格は、各規格を作成している民間の国際標準化機関から著作権保護が主張されている。またJISCを含むISO加盟団体は、1992年11月に採用され1993年1月1日から発効しているPOCOSA協定 (ISO Policies and Procedures for Copyright, Copyright Exploitation Rights and Sales of ISO Publications) に基づいて、ISOが発行する規格を含む文書の著作権保護義務を負っている。この点、TBT協定に基づき、国家規格であるJISは国際規格のISO/IEC/ITUの規格内容に整合化する必要があるため、これらの国際規格を翻訳してJISに採用する際に著作権が問題になる。JISの原案に採用される国際規格を作成した国際標準化機関は、日本政府に対してその規格の著作権に基づいて権利を主張することは可能である。しかし国により制定されたJISを利用する国民、企業等との関係では、日本と諸外国とでは国家規格の制定プロセスにおいて次の表のとおり官民の違いがあり、民間団体により制定されている国際規格や先進諸外国の規格と、主務大臣によって制定されるJISを同列に論じるのは適当といえない。
| 国名                       | 日本                                     | 米国                            | カナダ                        | 英国                                   | ドイツ               | フランス                 |
| -------------------------- | ---------------------------------------- | ------------------------------- | ----------------------------- | -------------------------------------- | -------------------- | ------------------------ |
| 政府における標準化管理部署 | 経済産業省産業技術環境局基準認証ユニット | 商務省国家標準技術研究所 (NIST) | 産業省消費者問題局 (OCA) など | ビジネス・イノベーション・技能省 (BIS) | 経済技術省 (BMWi)    | 経済産業雇用省 (MEIE)    |
| 国家標準化機関             | 日本産業標準調査会 (JISC)                | 米国国家標準協会 (ANSI)         | カナダ標準委員会 (SCC)        | 英国規格協会 (BSI)                     | ドイツ標準協会 (DIN) | フランス規格協会 (AFNOR) |
| 上記機関の法的地位         | 政府審議会                               | 非営利団体                      | 政府から独立した連邦公社      | 非営利団体                             | 登録社団             | 公益性承認非営利社団     |

※出典：鳥澤孝之,「国家規格の著作権保護に関する考察 －民間団体が関与した日本工業規格の制定を中心に－」
また、著作権国際条約であるベルヌ条約、WIPO著作権条約、TRIPS協定で、各加盟国の国民・法人が有する著作権の外国での保護については、その外国の国内法令の定めるところによると規定されているため、スイスに本部があるISOの規格を原案としてJISを制定する場合も、ISOの著作権保護については日本の著作権法が適用される。以上のようなことから、国家標準化機関が政府審議会である日本の体制では、次節で述べる著作権法13条2号がJISについて適用されることから、ISOに対する著作権保護義務を果たせないとする著作権法学者の学術的見解がある。

#### 著作権法13条2号の解釈をめぐる議論
JIS規格票を所蔵する図書館等の複写サービスでは、規格票のうちJIS本文については著作権法13条2号が適用されるとして全文複写により提供する一方で、規格票に含まれる解説、JSA等が英訳したJIS本文、編集著作物であるJISハンドブックについては著作権が発生することから、著作権法31条1項1号に基づいて各資料の一部分について一部のみ提供するという運用が広く行われ、市民に対するJISの普及に貢献している。
このようなJIS本文に著作権法13条2号が適用され著作権が発生しないとする見解に対しては、経済産業省から次のような批判がなされている。
1. 「著作権法第13条第2項（原文ママ。正しくは「第2号」。以下同様。）でいう告示とは、立法行為、司法行為、行政行為として権限のある者が作成し、その内容を公表することによって国民に知らしめ、また国民が自由に知るべきものであると性格づけることをいうものである。これに対して、JIS規格の官報への公示は規格の名称及び番号のみで、内容についてまで掲載されているわけではない。」
2. 「JIS規格の原文は、原案作成者や利害関係人などの民間団体において作成されているものである。著作権法第13条第2項の対象となるのは、官公庁自身が創作し国民に知らしめることが目的であるような場合に限定されるものであり、JIS規格のように利害関係者が原案を作成して申し出たり、原案を委託によって作成した者がいる場合には、著作権法第13条第2項を適用するのは不適当である」

##### JISの官報公示内容と著作権
しかし1.については、同号の告示等は官報の掲載内容に限定されるものではない。法令公布に関する一般的規定は、法令等の公布を官報によって行う旨、第2次世界大戦前に規定していた公文式（明治19年2月26日勅令第1号）や公式令（明治40年2月1日勅令第6号）に相当するものは現在なく、最高裁判所大法廷判決において「法令の公布が、官報による以外の方法でなされることを絶対に認め得ないとまで云うことはできない」と判示しており、告示を含む法令等の効力は官報の掲載内容に拘束されない。また官報及び法令全書に関する内閣府令（昭和24年6月1日総理府・大蔵省令第1号）1条では、著作権法13条2号で規定するもののうち告示と訓令については官報の掲載内容として掲げているものの、通達については規定しないことから、同号により著作権法の保護対象とならない著作物は官報の掲載事項と連動しない。
一方で主務大臣が制定した「工業標準は制定されることが目的ではなく、それが実施されることが目的であるから、各方面への普及徹底ということが最も重要である」。この点JISの官報公示においては、規格の名称、番号、制定・確認・改正・廃止の別、その年月日のみ掲載され（工業標準化法第16条、工業標準化法施行規則第3条）、「内容省略」とした上で、備考で
と付記している。このJISの内容を著した規格票の印刷・発行は、JISC事務局の監督の下にJSAが行い、上記の官報公示と並行して、制定又は改正されるJISの原稿をJSAに回付し、JSAがその原稿に基づいてJIS規格票を印刷・発行し、その窓口を通じて同規格票を販売・配布しているところである。さらに規格票は有償で頒布されているが、法令等が掲載される官報も有料で販売され、かつ規格票は国内で広く市場に流通していることから、規格について「その内容を公表することによって国民に知らしめ、また国民が自由に知るべきもの」となっている。このように、JISは官報と規格票を通じて公表され、JISの詳細内容は官報に代わって、国 (JISC)名義で公表された規格票に掲載されていることから、官報で規格内容が省略されたことを著作権発生の根拠にすることはできない。また「現在有効な法令約7,400件の中で、JIS規格を引用した法令は約360件(5%)もある」など、「単なる技術標準としてだけでなく、行政制度とのつながりも深いものとなっている」との指摘もなされている。例えば、「指定公証人の行う電磁的記録に関する事務に関する省令（平成十三年三月一日法務省令第二十四号）」では次のように日本工業規格を引用し、各規格の内容を知らなければ法令が規定する様式等を理解できず、規格が法令と同様のものとなっている。

##### JIS原案の作成主体と著作権
2.については、著作権法13条4号では国等が「作成する」法令等翻訳物及び編集物について著作権法の保護の対象にならないと規定しているのに対して、同法13条2号では国等が「発する」告示、訓令、通達等について規定していることから、同号で対象にする著作物は「官公庁自身が創作し国民に知らしめることが目的であるような場合に限定されるもの」ではない。また著作権法13条で法令、通達等の著作権が否定されるのは「公益的な見地から、国民に広く知らせ、かつ、自由に利用させるべき性質の著作物には、権利を認める結果としてその円滑な利用を阻害することとなるのを防ぐという観点から」であるところ、JISの原案作成者が官公庁以外の者であることを理由に著作権の発生を認めれば、JISを利用する国民の生活や企業活動等に支障をきたし、国内に広く知らしめることを主要な機能とするJISの役割を損なうことになる。なお原案作成者に著作権が認められない場合でも、原案を採用した主務大臣から補償金等を得て経済的利益を確保することは可能である。
以上のように、JISが著作権法の保護対象であるとする経済産業省の見解は、JISの著作権保護の必要性を訴えているが、著作権法上の根拠について判例、学説、著作権法所管省庁（文化庁）の見解などを引用することなく主張しているもので、政策論と法解釈論を混同したものとなっている。

#### 今後の政策課題
このようにISO、IECといった国際規格や、民間団体が作成した原案を元に制定された場合でもJISに著作権が認められないのは、日本の国家標準化機関であるJISCが国営であることによるともされる。この点、JISCの民営化や、規格制定事業の民間機関への移管を行うべきであるとの主張が、専門家からなされている。

## 標準仕様書 (TS) と標準報告書 (TR)
JISCには、一般の標準規格の制定作業とは他に、標準仕様書 (TS: Technical Specifications) 制度と標準報告書 (TR: Technical Reports) 制度がある。これは進歩が早い技術分野において、まだ標準規格としては未熟でも将来重要と考えられる技術文書を公表することで、議論を促し、将来のスムーズな標準化につなげることを目的としている。TS文書・TR文書は誰でも提案することができる。

### 標準仕様書 (TS)
現時点ではJISCとしてJIS化にふさわしいと判断されなかったが、将来は標準化の可能性があるとされる技術文書。
TS文書は公表後3年以内に、原則として廃止・JIS化・3年延長のいずれかの処理がなされる。なお3年延長は1度限りしか行われない。

### 標準報告書 (TR)
標準に関連する技術文書であるが、JISでの標準化がふさわしくないもの。
TR文書は公表後5年以内に原則として廃止される。